# Eupetaurus cinereus
Eupetaurus cinereus — вид гризунів родини Вивіркові (Sciuridae). Вид описаний Олдфілдом Томасом у 1888 році. На сьогоднішній день було задокументовано близько десяти зразків. Зустрічається в північній частині Гімалаїв, північному Пакистані та Тибеті. Мешкає в лісових скелястих районах на висотах від 2400 до 3800 м. Веде нічний спосіб життя.

## Опис
Довжина тіла вивчених особин від 51 до 61 см, хвоста від 38 до 48 см. Між передніми і задніми лапами еластична шкіряна перетинка вкрита хутром. Хвіст пухнастий, тіло покрите густим хутром. Забарвлення спини синювато-сірого кольору, черевної частини блідо-сірого. Хутро на горлі і вухах кремово-біле. На стопах чорне. Хутро на хвості довжиною близько 7,6 см. Кігті тупі, пристосовані для проживання в гірській місцевості.

## Історія відкриття
Вид було вперше описано Олдфілдом Томасом у 1888 році за зразками з колекції Луї Манделлі (Louis Mandelli), які він здобув на межі Непалу та Тибету. В 1889 за музейними зразками була відкрита і західна популяція виду, що мешкала на кордоні Пакістану та Афганістану, але довгий час вид був відомий лише за поодинокими музейними зразками (до 1997 року їх було відомо лише 10) та навіть вважався вимерлим.
В 1994 році Пітер Захлер вперше описав живу вивірку та знайшов рештки інших вивірок у кублах сов. Популяція білок виявилася достатньо здоровою, але через нічний спосіб життя та важкодоступну місцевість вони були малодоступні для мисливців. Як виявилося, кігті вивірки не були тупими, як в описі Томаса; скоріш за все, останній працював зі старим зразком.

## Спосіб життя
Основу раціону складають бруньки і шишки дерев. Взимку заглиблюється в ліси, де харчується в основному мохами і лишайниками.
Про репродуктивні особливості практично нічого не відомо. За сезон імовірно може приносити два поноси.

## Охорона
Вид живе в надзвичайно суворих умовах, на обмеженій території. Судячи з усього, вид завжди був дуже рідкісний.
Потрібні подальші дослідження адаптивних і репродуктивних особливостей.
Вид знаходиться під загрозою зникнення. За останні 10 років розмір території проживання скоротився вдвічі через вирубку лісів. Загальна чисельність популяції становить від 1000 до 3000 особин. У найближчі 5 років прогнозується скорочення популяції ще на п'яту частину, адже не припиняться неконтрольовані вирубки лісів у цьому регіоні.